# Rocchetta di Vara
Rocchetta di Vara (ligur nyelven A Rocheta) település Olaszországban, Liguria régióban, La Spezia megyében. Lakosainak száma 663 fő (2023. január 1.). Rocchetta di Vara Beverino, Borghetto di Vara, Brugnato, Calice al Cornoviglio, Mulazzo, Zeri és Zignago községekkel határos.

## Népesség
A település lakossága az elmúlt években az alábbi módon változott:
| Lakosok száma | 697  | 701  | 663  |
|               | 2017 | 2018 | 2023 |